# Belgische kampioenschappen indoor atletiek 2020
In 2020 werden de Belgische kampioenschappen indoor atletiek Alle Categorieën gehouden op zondag 16 februari in Gent. Tijdens deze kampioenschappen verbeterde Fanny Smets haar Belgische record polsstokhoogspringen naar 4,40 m.

## Uitslagen

### 60 m
| rang   | atleet               | prestatie |
| ------ | -------------------- | --------- |
| Goud   | Kobe Vleminckx       | 6,71 s    |
| Zilver | Gaylord Kuba Di Vita | 6,73 s    |
| Brons  | Charles Niesen       | 6,89 s    |

| rang   | atlete       | prestatie |
| ------ | ------------ | --------- |
| Goud   | Elise Mehuys | 7,31 s    |
| Zilver | Rani Rosius  | 7,37 s    |
| Brons  | Rani Vincke  | 7,51 s    |

### 200 m
| rang   | atleet         | prestatie |
| ------ | -------------- | --------- |
| Goud   | Victor Hofmans | 21,27 s   |
| Zilver | Jordan Paquot  | 21,56 s   |
| Brons  | Simon Mengal   | 21,64 s   |

| rang   | atlete        | prestatie |
| ------ | ------------- | --------- |
| Goud   | Lucie Ferauge | 23,51 s   |
| Zilver | Imke Vervaet  | 23,56 s   |
| Brons  | Manon Depuydt | 23,68 s   |

### 400 m
| rang   | atleet         | prestatie |
| ------ | -------------- | --------- |
| Goud   | Alexander Doom | 47,63 s   |
| Zilver | Dylan Owusu    | 48,22 s   |
| Brons  | Asamti Badji   | 48,34 s   |

| rang   | atlete               | prestatie |
| ------ | -------------------- | --------- |
| Goud   | Camille Laus         | 53,11 s   |
| Zilver | Naomi Van den Broeck | 54,00 s   |
| Brons  | Orphée Depuydt       | 55,61 s   |

### 800 m
| rang   | atleet            | prestatie |
| ------ | ----------------- | --------- |
| Goud   | Aurèle Vandeputte | 1.49,26   |
| Zilver | Aaron Botterman   | 1.49,46   |
| Brons  | Yoni Van Herck    | 1.51,94   |

| rang   | atlete       | prestatie |
| ------ | ------------ | --------- |
| Goud   | Camille Muls | 2.08,80   |
| Zilver | Mirte Fannes | 2.10,84   |
| Brons  | Milly Welsch | 2.14,22   |

### 1500 m
| rang   | atleet           | prestatie |
| ------ | ---------------- | --------- |
| Goud   | Stijn Baeten     | 3.43,46   |
| Zilver | Joachim Cardillo | 3.54,65   |
| Brons  | Dieter Aerssens  | 3.59,39   |

| rang   | atlete              | prestatie |
| ------ | ------------------- | --------- |
| Goud   | Elise Vanderelst    | 4.12,71   |
| Zilver | Lindsey De Grande   | 4.28,95   |
| Brons  | Zenobie Vangansbeke | 4.32,76   |

### 3000 m
| rang   | atleet           | prestatie |
| ------ | ---------------- | --------- |
| Goud   | Robin Hendrix    | 7.51,29   |
| Zilver | Oussama Lonneux  | 8.07,26   |
| Brons  | Wesley De Kerpel | 8.09,84   |

### 5000 m snelwandelen/3000 m snelwandelen
| rang   | atleet           | prestatie |
| ------ | ---------------- | --------- |
| Goud   | Peter Van Hove   | 27.58,05  |
| Zilver | Tristan Van Hove | 31.38,61  |
| Brons  | Jasper Van Hove  | 38.11,09  |

| rang   | atlete            | prestatie |
| ------ | ----------------- | --------- |
| Goud   | Annelies Sarrazin | 16.34,87  |
| Zilver | Liesbet De Smet   | 17.12,79  |
| Brons  | Myriam Nicolas    | 17.13,78  |

### 60 m horden
| rang   | atleet                | prestatie |
| ------ | --------------------- | --------- |
| Goud   | Michael Obasuyi       | 7,69 s    |
| Zilver | Dylan Caty            | 7,88 s    |
| Brons  | Nolan Vancauwemberghe | 8,12 s    |

| rang   | atlete           | prestatie |
| ------ | ---------------- | --------- |
| Goud   | Eline Berings    | 8,10 s    |
| Zilver | Sarah Missinne   | 8,27 s    |
| Brons  | Nafissatou Thiam | 8,34 s    |

### Verspringen
| rang   | atleet              | prestatie |
| ------ | ------------------- | --------- |
| Goud   | Corentin Campener   | 7,79 m    |
| Zilver | Mathias Broothaerts | 7,36 m    |
| Brons  | Mathew Ugwu         | 7,11 m    |

| rang   | atlete        | prestatie |
| ------ | ------------- | --------- |
| Goud   | Hanne Maudens | 6,21 m    |
| Zilver | Imke Vervaet  | 6,05 m    |
| Brons  | Bo Nijs       | 5,83 m    |

### Hink-stap-springen
| rang   | atleet               | prestatie |
| ------ | -------------------- | --------- |
| Goud   | Björn De Decker      | 14,86 m   |
| Zilver | Matthias De Leenheer | 14,37 m   |
| Brons  | Désiré Kingunza      | 14,34 m   |

| rang   | atlete          | prestatie |
| ------ | --------------- | --------- |
| Goud   | Elsa Loureiro   | 12,98 m   |
| Zilver | Ilona Masson    | 12,24 m   |
| Brons  | Géraldine Dheur | 11,90 m   |

### Hoogspringen
| rang   | atleet        | prestatie |
| ------ | ------------- | --------- |
| Goud   | Thomas Carmoy | 2,23 m    |
| Zilver | Bram Ghuys    | 2,19 m    |
| Brons  | Lars Van Looy | 2,10 m    |

| rang   | atlete         | prestatie |
| ------ | -------------- | --------- |
| Goud   | Claire Orcel   | 1,90 m    |
| Zilver | Merel Maes     | 1,79 m    |
| Brons  | Yorunn Ligneel | 1,71 m    |

### Polsstokhoogspringen
| rang   | atleet           | prestatie |
| ------ | ---------------- | --------- |
| Goud   | Frederik Ausloos | 5,30 m    |
| Zilver | Arnaud Art       | 5,10 m    |
| Brons  | Jaan Bal         | 5,00 m    |

| rang   | atlete          | prestatie   |
| ------ | --------------- | ----------- |
| Goud   | Fanny Smets     | 4,40 m (NR) |
| Zilver | Chloé Henry     | 4,15 m      |
| Brons  | Melanie Vissers | 3,85 m      |

### Kogelstoten
| rang   | atleet             | prestatie |
| ------ | ------------------ | --------- |
| Goud   | Max Vlassak        | 17,08 m   |
| Zilver | Jonathan Guillaume | 15,78 m   |
| Brons  | Jarno Wagemans     | 15,75 m   |

| rang   | atlete           | prestatie |
| ------ | ---------------- | --------- |
| Goud   | Elena Defrère    | 14,20 m   |
| Zilver | Hanne Maudens    | 13,99 m   |
| Brons  | Sietske Lenchant | 13,76 m   |

1985 ·
1986 ·
1987 ·
1988 ·
1989 ·
1990 ·
1991 ·
1992 ·
1993 .
1994 ·
1995 .
1996 ·
1997 ·
1998 .
1999 ·
2000 .
2001 · 
2002 · 
2003 · 
2004 · 
2005 · 
2006 · 
2007 · 
2008 · 
2009 · 
2010 · 
2011 · 
2012 · 
2013 · 
2014 ·
2015 ·
2016 ·
2017 ·
2018 ·
2019 ·
2020 ·
2021 ·
2022 ·
2023 ·
2024 ·
2025